# Congres van Alfortville
Het Congres van Alfortville (Frans: Congrès d'Alfortville) was het oprichtingscongres van de Franse Parti Socialiste (PS, Socialistische Partij) op 4 mei 1969.
Sinds de jaren 60 maakte het socialisme in Frankrijk een crisis door. De belangrijkste socialistische partij, de SFIO van Guy Mollet leed aan een imagoprobleem en veel van haar leden hadden hun lidmaatschap van de partij opgezegd. Een aantal van hen sloot zich aan bij een van de vele socialistische clubs. In 1965 wisten Gaston Defferre (SFIO) en François Mitterrand (UDSR) de vele socialistische en linkse partijen te verenigen in de Fédération de la Gauche Démocrate et Socialiste (FGDS). De FGDS werd echter geen grote speler en viel uiteindelijk uiteen door onderlinge twisten.

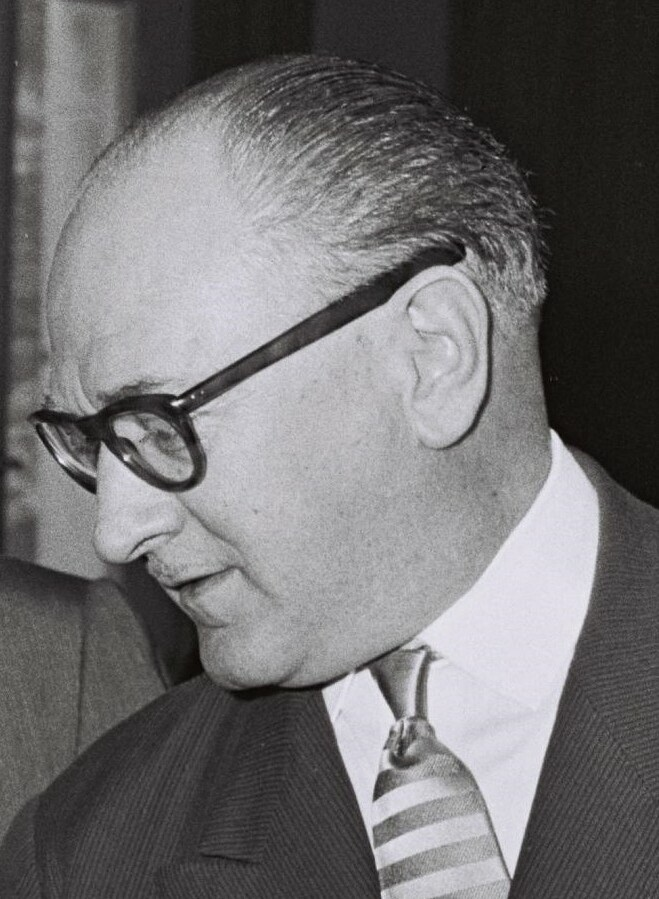
Guy Mollet

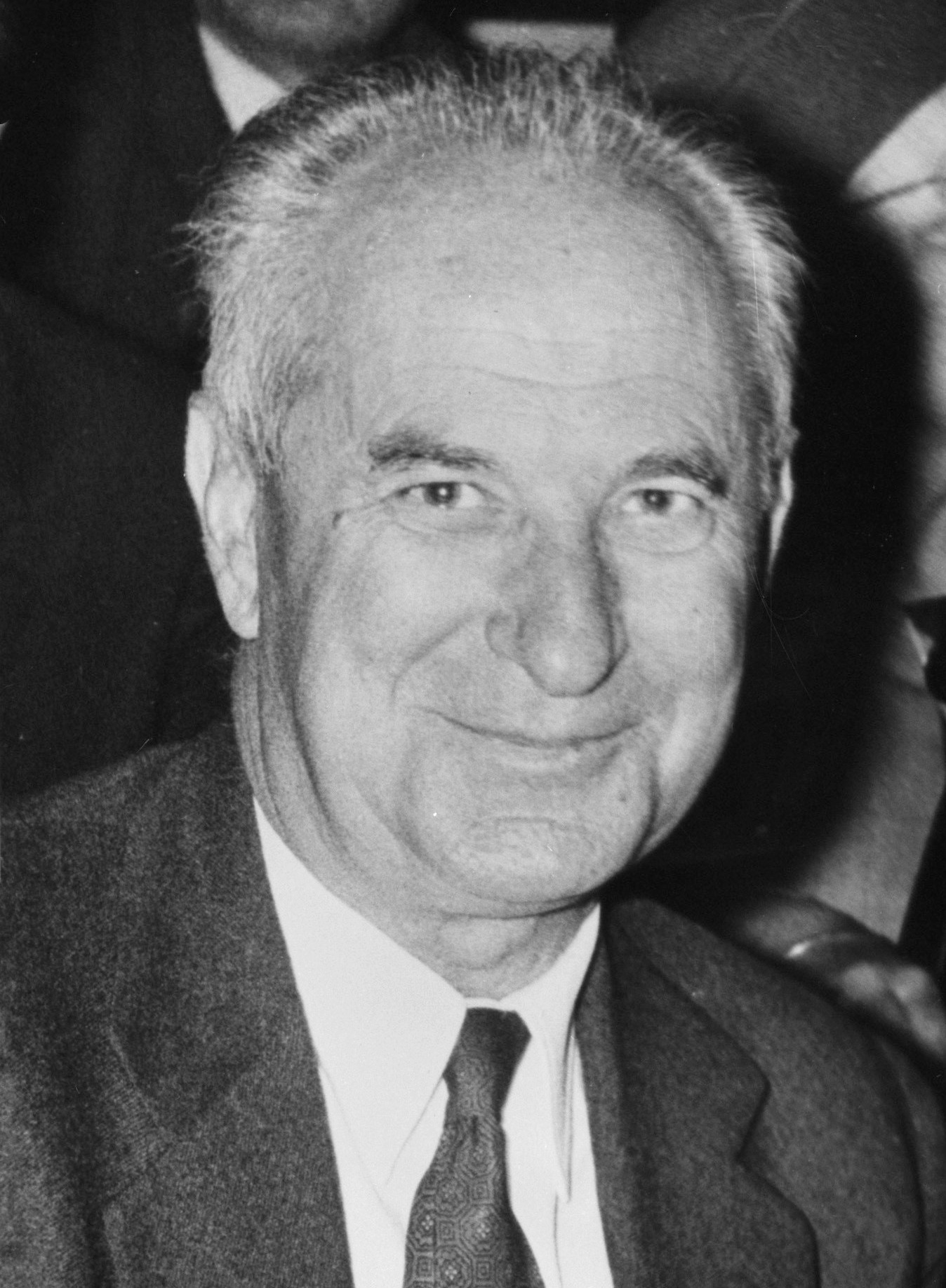
Gaston Defferre

De onrusten van eind jaren 60 in Frankrijk en het onverwachte aftreden van president Charles de Gaulle (april 1969) leidden er binnen de socialistische beweging toe om een nieuwe en verenigde socialistische partij op te richten. Uiteindelijk sloten de partijen die voorheen het FGDS vormden: de SFIO van Guy Mollet, UGCS van Jean Poperen en Colette Audry, de UCRG van Alain Savary, Robert Verdier en Pierre Bérégovoy en de CIR van François Mitterrand. Er was echter iets wat de eenwording nog in de weg stond: de SFIO en de UCRG waren van plan om Gaston Defferre (SFIO) te steunen bij de presidentsverkiezingen in juni 1969 te steunen, terwijl de UGCS en de CIR voorstelden om Mitterrand naar voren te schuiven als gezamenlijke socialistische kandidaat. Toen de SFIO en de UCRG vasthielden aan de kandidatuur van Defferre, weigerden de UGCS en CIR voorlopig hun medewerking te geven aan de oprichting van een socialistische eenheidspartij.

## Congres van Alfortville
Op 4 mei 1969 kwamen gedelegeerden van de SFIO en de UCRG in Alfortville (Val-de-Marne) bijeen en besloten tot een fusie die in juli 1969 van kracht zou gaan. Defferre werd als presidentskandidaat bevestigd. Defferre deed het bij de presidentsverkiezingen echter bijzonder slecht en behaalde bij de eerste ronde op 1 juni maar 5,01% van de stemmen. SFIO en UCRG spraken daarop hun steun uit voor de centrist Alain Poher die het op 15 juni 1969 bij de tweede ronde opnam tegen de Gaullistische kandidaat, Georges Pompidou. Poher verloor echter de verkiezingen en de socialisten stonden met lege handen.

## Congres van Issy-les-Moulineaux
Het was nu ernst. Wilden de socialisten een machtsfactoor van betekenis blijven dan was een fusie van socialistische partijen onvermijdelijk. Bij het Congres van Issy-les-Moulineaux dat van 11 tot 13 juli 1969 plaatsvond fuseerden de SFIO, de UCGR en UGCS tot de Nouveau Parti Socialiste ([N]PS). Overigens sloot ook een deel van de CIR zich bij de NPS aan, maar Mitterrand bleef voorlopig nog buiten de partij. Alain Savary werd gekozen tot haar eerste secretaris-generaal. Mollet, de vroegere secretaris-generaal van de SFIO en een verklaard anticommunist, wist nog enige grip op de nieuwe partij te behouden en zorgde ervoor dat zijn vertrouweling, Ernest Cazelle, werd gekozen tot secretaris van het partijapparaat. Mollet en Cazelle verzetten zich succesvol tegen een toenadering tot de Parti Communiste Français (PCF).
Het Congres van Épinay dat in juni 1971 werd gehouden zou een grote koerswijziging inluiden.